# Afroneta tenuivulva
Afroneta tenuivulva là một loài nhện trong họ Linyphiidae.
Loài này thuộc chi Afroneta. Afroneta tenuivulva được Merrett miêu tả năm 2004.